# Slovenska moška vaterpolska reprezentanca
Slovenska moška vaterpolska reprezentanca je reprezentanca Slovenije, ki jo vodi Zveza vaterpolskih društev Slovenije.
Največji uspeh ekipe je bilo 11. mesto na evropskem prvenstvu v vaterpolu za moške 1999.